# الینور موندیل
النور موندیل (انگلیسی: Eleanor Mondale؛ ۱۹ ژانویهٔ ۱۹۶۰ – ۱۷ سپتامبر ۲۰۱۱) یک هنرپیشه، و خبرنگار اهل ایالات متحده آمریکا بود.
از فیلم‌هایی که او در آن نقش داشته است می‌توان به دراپ دد فرد و کنترل زمین اشاره کرد.